# 東京クラムジーデイズ
「東京クラムジーデイズ」はアツミサオリの1枚目のアルバム。2007年3月21日にLantisから発売された。

## 概要
メジャー初のアルバム。アルバムタイトルについては本人曰く、「クラムジーは「不器用な」という意味で東京に出てきてから不器用ながら作った全部の曲に当てはまるのではないかと思ったので」とのこと。しかし、次作「ミラキュラスハプニング」をリリースするまで6年半のブランクが生じた。

## 収録曲
（全作詞・作曲：アツミサオリ）
1. ほんとのこと
編曲：菊谷知樹
2. あい
編曲：後藤康二
3. 真夜中のラジオ
編曲：寺島良一
4. もう少し…もう少し…
編曲：寺島良一
5. 青い空が見えない
編曲：Lee Jae-Kwan
6. かさぶた
編曲：後藤康二
7. びいだま
編曲：後藤康二
8. 恋愛論
編曲：寺島良一
9. 君のために手紙を書いた
編曲：アツミサオリ
10. 明日になれば
編曲：アツミサオリ
11. 幼い僕ら
編曲：菊谷知樹
12. 神様が見てる
編曲：アツミサオリ